# Minthostachys
Minthostachys ist eine Pflanzengattung innerhalb der Familie der Lippenblütler (Lamiaceae). Die weniger als 12 bis etwa 17 Arten sind in Südamerika von Venezuela entlang der Anden über Kolumbien, Ecuador, Peru und Bolivien bis Zentralargentinien verbreitet.

## Beschreibung
Minthostachys-Arten sind aromatische, spreizklimmende Sträucher.
Die zwittrigen Blüten sind fünfzählig mit doppelter Blütenhülle. Der Blütenkelch ist radiärsymmetrisch. Die Blütenkrone ist zygomorph.

## Nutzung und Schutz
Die Minthostachys-Arten werden von der lokalen Bevölkerung wegen ihrer ätherischen Öle geschätzt, bei denen es sich vor allem um Pulegon und Menthon, aber auch Limonen, Carvon, Carvacrol, Thymol und ähnliche Stoffe handelt. Sie werden genutzt als Teepflanzen, Gewürze, medizinisch gegen Leiden der Verdauungs- und Atemsysteme und traditionell als Schädlingsabwehrmittel in der Lagerung von Kartoffel- und Ocaknollen. In Argentinien und Peru wird das Öl teilweise im kommerziellen Maßstab extrahiert, und zumindest lokal hat dies in den letzten Jahren zu einer starken Übernutzung geführt. Argentinische Wissenschaftler suchen daher zunehmend nach Wegen, Wildpopulationen von Minthostachys zu schützen oder die Pflanzen zu domestizieren, um auf diesem Wege die steigende Nachfrage befriedigen zu können.

## Einige Arten und Volksnamen
Die bekanntesten Arten sind Minthostachys mollis mit einer Verbreitung von Venezuela bis Bolivien und Minthostachys verticillata aus Argentinien. Viele Arten haben eine sehr enge Verbreitung, sind dann aber lokal sehr häufig, etwa Minthostachys acutifolia in der Umgebung von La Paz und Minthostachys ovata in Zentralbolivien. Die Volksnamen, die in den Anden gebräuchlich sind, unterscheiden für gewöhnlich nicht zwischen den Arten, sondern variieren von Region zu Region. In Ecuador ist die Gattung als Tipo oder Poleo bekannt, in Nordperu wird sie Chancua genannt. Die bekanntesten Namen sind jedoch Muña, vor allem im Bereich Zentralperu bis Bolivien, und Peperina, der in Argentinien gebräuchliche Name.

## Systematik
Die Gattung Minthostachys wurde 1840 durch Édouard Spach in Histoire Naturelle des Végétaux. Phanérogames, 9, S. 164 aufgestellt. Das Basionym ist Bystropogon sect. Minthostachys Benth., das in George Bentham: Labiatarum Genera et Species, 1834, S. 325 veröffentlicht wurde. Als Lectotypusart wurde 1936 Minthostachys spicata (Benth.) Epling durch Carl Clawson Epling in Repertorium Specierum Novarum Regni Vegetabilis – Centralblatt für Sammlung und Veröffentlichung von Einzeldiagnosen neuer Pflanzen, Beiheft 85, S. 162 festgelegt. Die neueste Revision der Gattung Minthostachys ist: Alexander Nikolai Schmidt-Lebuhn: A revision of the genus Minthostachys (Labiatae). In: Memoirs of the New York Botanical Garden, 2008, S. 1–75.
Die Gattung Minthostachys gehört zur Subtribus Menthinae der Tribus Mentheae in der Unterfamilie Nepetoideae innerhalb der Familie Lamiaceae.
Die Gattung Minthostachys hat früher weniger als 12 enthalten und enthält seit 2008 etwa 17 Arten:
- Minthostachys acris Schmidt-Leb.: Sie kommt nur im südlichen Peru vor.[6]
- Minthostachys acutifolia Epling: Die Heimat ist Bolivien.[6]
- Minthostachys andina (Britton ex Rusby) Epling: Die Heimat ist Bolivien.[6]
- Minthostachys diffusa Epling: Die Heimat ist Bolivien.[6]
- Minthostachys dimorpha Schmidt-Leb.: Die Heimat ist Peru.[6]
- Minthostachys elongata Schmidt-Leb.: Die Heimat ist Bolivien.[6]
- Minthostachys fusca Schmidt-Leb.: Die Heimat ist Bolivien.[6]
- Minthostachys glabrescens (Benth.) Epling: Sie kommt nur im südlichen Ecuador vor.[6]
- Minthostachys latifolia Schmidt-Leb.: Das Verbreitungsgebiet reicht vom südlichen Peru bis zum westlichen Bolivien.[6]
- Minthostachys mollis (Benth.) Griseb.: Die Heimat ist Kolumbien, Venezuela, Ecuador und Peru.[6] Mit drei Varietäten.
- Minthostachys ovata (Briq.) Epling: Die Heimat ist Bolivien.[6]
- Minthostachys rubra Schmidt-Leb.: Sie kommt nur im nördlichen Ecuador vor.[6]
- Minthostachys salicifolia Epling: Sie kommt nur im südlichen Peru vor.[6]
- Minthostachys septentrionalis Schmidt-Leb.: Die Heimat ist Kolumbien und Venezuela.[6]
- Minthostachys setosa (Briq.) Epling: Die Heimat ist Bolivien.[6]
- Minthostachys spicata (Benth.) Epling: Die Heimat ist Peru und das südliche Ecuador.[6]
- Minthostachys verticillata (Griseb.) Epling: Sie kommt nur im nördlichen Argentinien vor.[6]